# Ernie Fields
Ernie Fields (* 28. August 1904 in Nacogdoches, Texas; † 11. Mai 1997) war ein US-amerikanischer Jazz-Posaunist und Bandleader.
Fields wuchs in Oklahoma auf. Er begann eine Ausbildung als Elektriker und spielte in der Marching Band des Tuskegee Institute Posaune. In Tulsa war er zunächst Amateurmusiker und spielte auch Saxophon. Anfang der 1920er Jahre gründete er die Band Royal Entertainers, mit der er zunächst in Tulsa County in Kneipen, auf Tanzveranstaltungen und Jahrmärkten auftrat. Erst in den 1930er Jahren begann er professionell mit seiner Territory Band durch den Südwesten der USA zu touren, bis ihn 1939 der Produzent John Hammond, der Stars wie Charlie Christian und Benny Goodman unter Vertrag hatte, entdeckte und kurzfristig für sein Label Vocalion verpflichtete.
Seit den späten 1940er Jahren arbeitete Fields mit einer kleineren Band und wechselte stilistisch vom Bigband-Swing zum Rhythm and Blues. In den späten 1950ern zog er nach Los Angeles, um die Studioband für Rendezvous Records zu leiten, in der Pianist Ernie Freeman, Gitarrist Rene Hall, Saxophonist Plas Johnson und Drummer Earl Palmer spielten. Ein internationaler Hit wurde seine mit dieser Band eingespielte R&B-Version von Glenn Millers In the Mood von 1959. Sie erreichte Platz 4 in den US-Charts und Platz 13 in Großbritannien. Auch mit einer Version von Millers Chattanooga Choo Choo war er erfolgreich. 1966 zog sich Fields aus dem Musikgeschäft zurück, um als Promoter und Talentmanager in Tulsa zu arbeiten.
Fields Sohn Ernie Fields junior (1934–2024) wurde als Saxophonist, Bandleader und Musikproduzent bekannt.